# Марсело Пагані
Марсело Пагані (ісп. Marcelo Pagani, нар. 19 серпня 1941, Санта-Фе) — аргентинський футболіст, що грав на позиції нападника за низку аргентинських, італійських і чилійських клубних команд, а також національну збірну Аргентини.

## Клубна кар'єра
Вихованець юнацьких команд клубу «Росаріо Сентраль». 1959 року дебютував в іграх основної команди клубу, а з 1961 року став її основним гравцем.
1962 року перейшов до «Рівер Плейт», а згодом того ж року перебрався до Італії, куди нападника запросив міланський «Інтернаціонале». Утім у складі «Інтера» так й не дебютував, натомість за рік перейшов до «Мессіни», а ще за рік — до «Мантови»
Однак у жодній з італійських команд гравцем основного складу не став і 1966 року повернувся на батьківщину, де продовжив виступи за рідний «Росаріо Сентраль».
1968 року став гравцем чилійського «Депортес Консепсьйон», а за рік перейшов до іншої чилійської команди, «Аудакс Італьяно», виступами за яку і завершив ігрову кар'єру 1970 року.

## Виступи за збірну
1961 року дебютував в офіційних матчах у складі національної збірної Аргентини. Протягом кар'єри у національній команді, яка тривала 2 роки, провів у її формі 5 матчів і забив два голи.
У складі збірної був учасником чемпіонату світу 1962 року у Чилі, де взяв участь у двох з трьох матчів групового етапу, який подолати аргентинцям не вдалося.